# Laís Bodanzky
Laís Bodanzky (São Paulo, 23 de setembro de 1969) é uma diretora, produtora e roteirista brasileira.

## Biografia
Filha do também cineasta Jorge Bodanzky, sendo, ergo, de ascendência asquenaze-austríaca, Laís teve aulas de atuação com Antunes Filho entes de se tornar diretora de cinema. Estreou na direção com o curta-metragem Cartão Vermelho, sobre uma menina que vive entre moleques e descobre a sexualidade. Este premiado curta foi selecionado para o New York Film Festival de 1995.
O reconhecimento no cinema se deu com a realização do longa Bicho de Sete Cabeças (2001) uma produção Brasil (Buriti Filmes, Dezenove e Gullane) e Itália (Fábrica Cinema - Marco Müller) que conquistou diversos prêmios e apresentou para o mundo o ator Rodrigo Santoro.
Como Nossos Pais, seu quarto longa, teve a première no 67º Festival de Berlim (Panorama Special) de 2017 embalado por inflamados debates feministas e indicado ao prêmio Teddy, recebeu excelentes criticas na mídia internacional especializada. Foi o filme mais premiado do Brasil naquele ano.
Laís possui outros filmes aclamados no currículo como Chega de Saudade (2007), uma coprodução com a França - Canal Arte, e As Melhores Coisas do Mundo (2010) que estreou no Festival de Roma. Além de documentários para cinema e televisão como Cine mambembe, o cinema descobre o Brasil e Mulheres olímpicas para o canal ESPN.
É sócia do cineasta Luiz Bolognesi na produtora Buriti Filmes assinando a produção de seus longas Uma História de Amor e Fúria (Crystal melhor animação Annecy 2013) e Ex-Pajé (prêmio especial do júri Berlim/Panorama 2018).
Durante 15 anos coordenou os projetos sociais Tela Brasil de ensino e exibição de filmes nas periferias do Brasil, fomentando a indústria de cinema em seu país e levando mais de um milhão de pessoas às salas de cinema, a maioria indo pela primeira vez.
Em fevereiro de 2019 Laís foi anunciada como a nova presidente do Spcine, empresa municipal de fomento ao audiovisual da cidade de São Paulo.

### Projeto Cine Tela Brasil
A cineasta e o sócio, Luiz Bolognesi, mantiveram desde 2005 um projeto itinerante de exibição gratuita de filmes em cidades dos estados brasileiros de São Paulo, Rio de Janeiro e Paraná, denominado Cine Tela Brasil. O projeto era mantido com o apoio cultural do Grupo CCR (Companhia de Concessões Rodoviárias), empresa que comanda várias concessionárias brasileiras de rodovias, entre elas a NovaDutra (que controla a Via Dutra, principal ligação rodoviária entre São Paulo e Rio de Janeiro).
Dentro de um caminhão, o Cine Tela Brasil consistia em uma grande tenda de 13m x 15m, onde eram instaladas 225 cadeiras, equipamento profissional de projeção 35mm (cinemascope), tela de 7m x 3m, som estéreo surround e ar condicionado. Toda a estrutura era montada e desmontada a cada visita, sendo transportada por um caminhão próprio, que durante as sessões transformava-se em cabine de projeção. As sessões tinham duração média de uma hora e 30 minutos, sempre com a exibição de um filme brasileiro de longa-metragem. 
Foram percorridos 116.509 km em estradas, levando cinema brasileiro a 759 bairros de periferia, onde foram realizadas 7439 sessões de cinema para 1.355.403 brasileiros. Dezoito estados e o Distrito Federal foram visitados pelo Cine Tela Brasil, que colocou brasileiros de várias idades pela primeira vez numa sala de cinema.

## Filmografia

### Cinema
| Ano  | Título                                     | Creditada como | Creditada como | Creditada como | Tipo                          |
| Ano  | Título                                     | Direção        | Roteiro        | Produção       | Tipo                          |
| ---- | ------------------------------------------ | -------------- | -------------- | -------------- | ----------------------------- |
| 1994 | Cartão Vermelho                            | Sim            | Sim            | Não            | Curta-metragem                |
| 1996 | Pedro e o Senhor                           | Não            | Não            | Sim            | Curta-metragem                |
| 1999 | Cine Mambembe - O Cinema Descobre o Brasil | Não            | Não            | Sim            | Longa-metragem                |
| 2000 | Bicho de Sete Cabeças                      | Sim            | Não            | Não            | Longa-metragem                |
| 2007 | Chega de Saudades                          | Sim            | Sim            | Sim            | Longa-metragem                |
| 2010 | As Melhores Coisas do Mundo                | Sim            | Não            | Não            | Longa-metragem                |
| 2012 | Mundo Invisível                            | Sim            | Sim            | Não            | Longa-metragem                |
| 2013 | Uma História de Amor e Fúria               | Não            | Não            | Sim            | Longa-metragem                |
| 2017 | Como Nossos Pais                           | Sim            | Sim            | Não            | Longa-metragem                |
| 2018 | Ex-Pajé                                    | Não            | Não            | Sim            | Longa-metragem (documentário) |
| 2021 | A Última Floresta                          | Não            | Não            | Sim            | Longa-metragem (documentário) |
| 2021 | A Viagem de Pedro                          | Sim            | Sim            | Sim            | Longa-metragem                |
| 2022 | Perlimps                                   | Não            | Não            | Sim            | Longa-metragem                |

### Televisão
| Ano  | Título                 | Creditada como | Creditada como | Creditada como | Tipo                              |
| Ano  | Título                 | Direção        | Roteiro        | Produção       | Tipo                              |
| ---- | ---------------------- | -------------- | -------------- | -------------- | --------------------------------- |
| 2002 | A Guerra dos Paulistas | Sim            | Não            | Não            | Telefilme (documentário)          |
| 2010 | Lutas.doc              | Não            | Não            | Sim            | Série de televisão (documentário) |
| 2013 | Mulheres Olímpicas     | Sim            | Sim            | Sim            | Telefilme (documentário)          |
| 2014 | Pare, Olhe, Escute     | Não            | Não            | Sim            | Telefilme (documentário)          |
| 2014 | Educação.doc           | Sim            | Não            | Não            | Série de televisão (documentário) |
| 2015 | Psi                    | Sim            | Não            | Não            | Série de televisão                |
| 2016 | Juventude Conectada    | Não            | Não            | Sim            | Série de televisão (documentário) |

### Como diretora
- Cartão Vermelho (curta-metragem; 1994)
- Cine Mambembe - O Cinema Descobre o Brasil (documentário; 1999)
- Bicho de Sete Cabeças (2001)
- A Guerra dos Paulistas (documentário; 2003)
- Chega de Saudade (2008)
- As Melhores Coisas do Mundo (2010)
- "O Ser Transparente" em Mundo Invisível (2011)
- Mulheres Olímpicas (documentário; 2013)
- Educação.doc (série; 2013)
- Como Nossos Pais (2017)
- A Viagem de Pedro (2021)

## Prêmios
- Prêmio de melhor direção no Grande Prêmio do Cinema Brasileiro, por Bicho de Sete Cabeças.
- Prêmio de melhor direção no Festival de Brasília, por Bicho de Sete Cabeças.
- Prêmio de melhor direção no Festival do Recife, por Bicho de Sete Cabeças.
- Prêmio APCA 2010 de melhor direção por As Melhores Coisas do Mundo.
- Prêmio de melhor direção no Festival de Gramado, por Como nossos pais.